# Jacques Allard (écrivain)
Pour les articles homonymes, voir Jacques Allard et Allard.
Jacques Allard (né à La Tuque, le 1er décembre 1939 - ) est un écrivain, chercheur, professeur, et éditeur québécois. 

## Biographie
Il est l'un des pionniers de l'Université du Québec à Montréal (UQAM), où il enseigne pendant 30 ans, de 1969 à 1999.
De 1992 à 2001, il codirige avec Bernard Beugnot l'édition critique des œuvres d'Hubert Aquin et signe personnellement l'édition de Prochain Épisode, en collaboration avec Claude Sabourin et Guy Allain.
Il est finaliste du Prix du Gouverneur général pour son essai Le Roman du Québec: Histoire, perspectives, lectures.
À partir de 2011, il publie des romans historiques.
Depuis la création du prix en 2012, il est président du jury du Prix Hervé-Foulon,.

## Œuvres

### Romans historiques
- Rose de La Tuque, Hurtubise HMH, 2011
- Sarah Zweig : D’amour et de guerre, Hurtubise HMH, 2017

### Essais
- Zola, le Chiffre du texte, étude littéraire, Grenoble, Presses de l'Université de Grenoble ; Montréal, Presses de l'Université du Québec, 1978
- Traverses : De la critique littéraire au Québec, Montréal, Boréal, coll. « Papiers collés », 1991
- Le Roman mauve : Microlectures de la fiction récente au Québec, Montréal, Québec Amérique, 1997
- Le Roman du Québec : Histoire. Perspectives. Lectures, Montréal, Québec Amérique, 2000 (2e édition revue et corrigée en 2001)
- Québec-Amérique : une aventure unique au monde, , Montréal, Québec Amérique, 2000

### Éditions critiques
- Gérard Bessette, Le Libraire (édition présentée et annotée par Jacques Allard), Montréal, Éditions du Renouveau pédagogique, 1971
- Hubert Aquin : Œuvres (édition critique codirigée avec Bernard Beugnot et al.), douze ouvrages, Montréal, Bibliothèque québécoise, 1992-2001.
- Hubert Aquin : Prochain Épisode (édition critique présentée et annotée par Jacques Allard, en collaboration avec Claude Sabourin et Guy Allain), Montréal, Bibliothèque québécoise, 1995

## Honneurs
- 1985 - Bourse Killam
- 1995 - Prix Raymond-Klibansky de la recherche
- 2001 - Finaliste du Prix du Gouverneur général
- 2001 - Membre de l'Académie des lettres du Québec
- 2005 - Membre de la Société royale du Canada